# Павликянство в България
Павликянството в България води началото си от принудителни преселвания от властите на Източната Римска империя на павликяни от Мала Азия и източните области на империята в Северна Тракия през VIII – X век. Първоначално съсредоточени около Пловдив, те образуват обособена група, споменавана многократно през следващите столетия. През XVII век последните павликянски общности приемат католицизма.

## Първоначални заселвания
Началото на заселването на павликяни на Балканите е поставено през 756 година от император Константин V, който започва продължителна кампания за реколонизация на обезлюдената и демилитаризирана през предходните десетилетия област по границата с България в Тракия. През 756 година големи групи арменци и павликяни са заселени в редица тракийски крепости – конкретни писмени и археологически данни кои са те няма, но сред сочените като възможни от съвременните изследователи са Филипопол, Берое, Маркели, Изворово. Тази политика е продължена и от следващите императори иконоборци, които смятат павликяните за свои съюзници и създават техни военни колонии в различни гранични области, а и в столицата Константинопол.
Последното голямо преселване е през 970 година, когато по искане на антиохийския патриарх император Йоан I Цимиски изселва от Сирия в района на Филипопол 200 хиляди „манихеи“, които вероятно са павликяни, или свързваните с тях тондракити.
Извън данните за няколко преселвания, няма преки свидетелства от IX – XI век за павликяните на Балканите. Някои автори свързват с тях живелия по това време Михаил Воин, но няма категорични данни за идентифицирането му като павликянин.

## През XI – XIV век
Повече сведения за павликяните се появяват от края на XI век. Сред множеството групи, мобилизирани от император Алексий I за защитата на Драч през 1081 година, са споменати и 2500 „манихеи“, смятани от повечето съвременни изследователи за павликяни от района на Филипопол. Цялата павликянска част дезертира и се връща по родните си места, което предизвиква наказателна акция на императора при завръщането му след края на войната. Той залавя в Мосинопол множество павликянски първенци със семействата им, подлага ги на разпити, след което изселва някои по егейските острови, а останалите освобождава, след като принуждава част от тях да приемат православието.
В отговор на репресиите на Алексий I, започва павликянски бунт в Тракия, оглавен от неговия личен приближен Травъл. Бунтовниците се установяват в крепостта Белятово (вероятно край днешното село Розовец), откъдето извършват набези чак до „своя град Филипопол“ и поддържат съюзни отношения с печенегите в Паристрион. През 1086 година, заедно с множество печенеги, опитват да превземат Филипопол, но се оттеглят от Тракия без да влязат в бой.
През 1115 година император Алексий I прекарва месеци във Филипопол в богословски спорове с видни павликяни, като има само частичен успех. Той заселва много павликяни в новооснования град Алексиопол (може би при днешния град Раковски). Във връзка с тази дейност Евтимий Зигавин съставя мащабния наръчник срещу ересите „Догматическо всеоръжие“, важно място в който е отделено на павликянството. За широкото разпространение на павликянството в средата на XII век свидетелстват репресиите срещу него на епископ Иларион в Мъглен, западна Македония.
Източниците, свързани с Четвъртия кръстоносен поход, многократно споменават „попеликани“, обикновено идентифицирани с павликяните, които към 1204 – 1205 година имат голямо влияние във Филипопол. Първоначално съюзници на кръстоносците, впоследствие те преминават на страната на цар Калоян и му съдействат за превземането на града.
Според Григорий Цамблак в Родопите е била разпространена павликянската ерес. Гръцката изследователка на Родопите Катрин Асдраша смята, че павликянското присъствие в Родопите е най-вероятно от времето на Григорий Бакуриани. Според езиковеда проф. Стойко Стойков: „Павликяни има следователно в Северна и Южна България. Обаче, както ясно личи от говора им, те произхождат от областта на родопските говори.“ Заселване на павликяни в Родопите имаме и след въстанието им в Пловдивско (1084 г. – 1086 г.). По времето на Калоян павликяни се заселват в района на днешния резерват „Тъмръш“ в Родопите.
Почти няма преки свидетелства за заселването на павликяни в Северна България. Въз основа на косвени данни се правят предположения за такива преселвания в резултат на военни конфликти в Тракия, например след бунта на Травъл и войните на цар Калоян. По неясна причина Бориловият синодик пропуска голяма част от анатемите срещу павликяните, обичайни за византийските му първоизточници – единствената препратка към павликянството в него е споменаването на няколко от предполагаемите му водачи – Павел Самосатски, Тит и Тихик. Единственото писмено споменаване на павликяни в Северна България в предосманския период е във връзка с насилствено покатоличване на „манихеи, павликяни и патарени“ от унгарците, след като те завладяват Видин през 1365 година.

## Османски период
От османските регистри от XV – XVII век в българските земи са известни 16 селища с топонимна съставка „павликян“, като 3/4 от тях са в Централна Северна България. Наред с тях има и други селища, за които е известно, че имат павликянско население – така по течението на река Осъм такива са Калаброво, Хаджиево, Ново село и Караманово (по течението на река Стряма), в които има павликяни до XVII век.
По данни на М. Йовков първите сведения за павликянски селища от XVI век в католическите архиви са на Якомо ди Лукари и Николо ди Марини – дубровнишки търговци в Силистра, които на 5 декември 1580 г. съобщават на папския визитор в Цариград, че между Никопол и Русе има 12 селища на „павлини“ (павликяни), като посочват имената на четири от тях: Ореш, Петокладенци, Маринополци и Белене. През 1601 г. Мавро Орбини отбелязва, че павликяните се установили около Дунава, недалеко от Никопол и образуват 14 села. През 1611 г. католическият архиепископ Марино Бици уточнява, че павликяните обитават 17 селища и около 1330 къщи. По-подробен е Петър Солинат, който в доклада си до Рим от 1622 г. посочва 33 селища, населени с павликяни, между които 24 са в Централна Северна България. От тях 16 са типично павликянски: Петокладенци, Трънчовица, Брестовац, Белене, Ореш, Кочатово, Барносово (тогавашно име на село Деляновци), Варена, Долно Лъжане (днешно Малчика), Скравена, Капитанци, Горно Лъжане, Тележане, Бъсцево, Калугерица и Маринополци, а в 8 селища съвместно съжителстват павликяни с православни, католици и мюсюлмани: Деков, Сокиево, Татари, Стежерово, Търново, Ловеч, Свищов, Провадия. Солинат посочва и 4 павликянски селища в Северозападна България, населени с католици и православни: Чипровци, Железна, Клисура и Славоно, 2 селища във Влашко: Катанево и Орехово, 4 в Южна България: Калаброво, Павликян, Давуджево (дн. кв. Миромир на гр. Хисаря) и Хаджиево.
През 1672 г., когато турците завладяват земите на Каменец-Подолск (Подолие) – част от Полско-литовската държава (Жечпосполита), преселват тамошни павликяни в Родопите.
Покатоличени павликяни от Северна България се изселват по време на турското владичество в историческата област Банат.
Ислямизирани павликяни след Руско-турската война от 1877/8 г. и през 1882 г., 1912/3 г., 1942 г., 60-те, 70-те и 80-те години на XX век многократно са били подлагани на опити за асимилиране в българската нация – насилствени покръствания, смяна на имена, забрана на носии, принудителни преселвания, както и на репресии, се изселват предимно в Турция.

## Названия и самоназвания
В различно време и различни държави павликяните имат различни обозначения:
В някои османски документи от XV – XVI век изписват павликяните с „павличканин“, „бавлижан“, а също и „павличкан“ – име давано на павликяните в с. Устина (днес в община Родопи, област Пловдив).
В историческата област Банат, разположена в Югозападна Румъния, в Североизточна Сърбия и в Южна Унгария околните ги наричат „южноунгарски българи“, а самите те се наричат помежду си „павликяни“ или на местното наречие „павликене“, „палкене“, „паулкене“, „палченци“, „палчене“ и „палученци“. След Освобождението някои от банатските павликяни се завръщат в България и тук околното население ги нарича „баначани“. Жителите на бившите павликянски села – днес католици, твърдят, че са „от яката вяра“, т.е. че са потомци на павликяните. Ислямизираните павликяни околното население нарича „помаци“ или „торбеши“.
Изследването на проф. Евг. Иванова от 2011 г. сочи, че помаците в България се самоопределят като българи, турци и 69% като етнически различни (от които различни, половината се определят като помаци).

## Смяна на религията
През XVII – XVIII век една част от павликяните приемат католичеството. Първоначално католическата пропаганда предизвиква съпротива. Така в началото на XVII век павликяните от Брестовец се оплакват пред османските власти от мисионера Петър Солинат, който идвал в селото да проповядва идолопоклонство. Дори когато приемат номинално католицизма, в много случаи павликяните се връщат към старата си религия малко след заминаването на ползващите се с протекции от централните османски власти мисионери, като първият известен такъв случай е в Ореш още към 1604 година. Към средата на XVII век много павликянски общности в Северна България приемат поне номинално католицизма, често запазвайки дотогавашните си свещеници, като обикновено решаващ аргумент за това е заплахата да бъдат обложени със събираните от Православната църква данъци.
По подобни съображения през следващите десетилетия цели нови католически общности приемат исляма. Още в началото на XVII век католическите мисионери отбелязват присъствието в павликянските села на „еничари“, като не е добре изяснено дали става дума за същински еничари, оттеглили се от активна служба, или за приели исляма, които изпълняват определени служби. И в двата случая те са сред най-заможните и влиятелни жители на съответното село, изрично разграничавани от останалите мюсюлмани, наричани „турци“, като тези ядра от влиятелни мюсюлмани често стават причина други техни съселяни и дори цели села да приемат исляма. Процесът продължава с десетилетия, като е известен крайният пример с католически свещеник в Белене, който, критикуван за пиянството си от епископ Антон Стефанов, открито го заплашва, че ще стане турчин. Така в Бъсцево почти всички доскорошни павликяни стават мюсюлмани, а малкото останали католици се изселват към Пловдивско. Бивши павликяни масово приемат исляма и в други села, като Маринополци, Калугерица, Ореш, Петокладенци, Брестовец, Козаково, Долно Лъжене.
В няколко отделни периода през XVII век павликяните в Северна България предприемат масови изселвания – едни към Влашко и Банат, а други към вътрешността на страната и към Тракия. Така много семейства от Белене отиват в Козар Белене, Беленци и Калъчли (днес част от Раковски), като в някои случаи неколкократно заминават и се връщат. В резултат на миграциите от този период изглежда възникват редица павликянски села в Пловдивско – Житница, Дуванлии, Калояново, Секирово и Генерал Николаево (днес част от Раковски), Белозем, Миромир.
В средата на XVIII век приелите католицизма павликяни продължават упорито да се идентифицират с това име и да се придържат към много от старите си религиозни практики, въпреки усилията на свещениците да ги премахнат. Особено устойчив е обичаят на отбелязване на големи празници с ритуална трапеза, като свещениците срещат големи трудности да прекратят яденето и пиенето в църквите. Освен това павликяните не посещават неделните литургии, отхвърлят кръщението и изповедта, отнасят се критично към почитането на кръста и иконите, използват свой празничен календар, включително отдавайки много по-голямо значение на празниците Възнесение и Богоявление, отколкото на Великден.
Някои от покатоличените павликяни, като тези от с. Яна (Софийска област), впоследствие приемат православието. Павликяните от с. Горно Павликене след XVIII век постепенно приели православната вяра под въздействието на манастира, намиращ се в земите на селото.
Днес потомци на павликяни живеят основно в Пловдивско и Никополско, както и в Банат. На местната павликянска общност е наречен град Павликени и с. Горно Павликене и Долно Павликене, Ловешко. Територията между Пловдив и Карлово (т.е. по поречието на р. Стряма), независимо от настъпилите верски различия сред бившите павликяни, до Освобождението се е наричала Павликянска кааза (област) и е дала много видни и будни синове на България. По време на Руско-турската война 1877 – 1878 г. по-голямата част от приелите исляма потомци на павликяни се изселват трайно в териториите на днешните Турция и Северна Македония.

## Отношение на православните към павликяните
Още в средновековието павликяните са рязко разграничени от православното мнозинство, сред което има силно негативно отношение към тях. То се запазва и в ново време, пренасяйки се към приелите католицизма някогашни павликяни. Така през 1841 година Михаил Чайковски отбелязва, че според българите и в резултат на вредната дейност на католическите мисионери „павликяните стоят много по-долу от православните българи и по благосъстояние, и в умствено отношение“.
Български автори стигат до откровено расистки разсъждения. Според Иван Богоров в резултат на малочислеността на павликянската общност, която той смята за причина за често кръвосмешение, много павликяни „имат челюстите издадени навън и джуните дебели навън, т.е. тий начуват да ся упростяват и да дохождат по-близо до дивото състояние на първобитния човек“. Константин Иречек и Марин Дринов приписват на павликяните особен антропологичен тип, който свързват с предполагаемия им арменски произход. Така според Иречек „те са хора дребни, лицата им са обикновено тесни, с дълги носове, почти всички чернобради и чернокоси“.
По-късните български учени отхвърлят тези възгледи, като не установяват някакви расови различия между павликяните и заобикалящото ги православно население. Сред тях е Любомир Милетич, който изхожда от личните си наблюдения при посещения на някои павликянски села в Северна и Южна България, а освен това привежда езикови данни за връзката на павликяните с говорите на Родопите и потвърждава историческия факт, че католиците и помаците имат общ произход, намерил отражение в диалекта на езика, с който се различават от околните. Според него диалектът им стои много по-близо до старобългарския език, отколкото останалите български диалекти, като причината за това са затворените общности, в които живеят павликяните и помаците по време на турското владичество.

## Павликянски топоними на Балканите
Преселниците павликяни са оставили трайни следи в топонимията на българското и съседните му землища:
- Село Павликян – гр. Павликени;
- Село Павликянска Калугерица – с. Павликян-и-Геберан – с. Киречли Павликени (до 1878 г.) – с. Горно Павликене, Ловешко;
- Село Мюслюм Павликян – с. Долно Павликене – с. Горан, Ловешко;
- Село Павликянско Тележане – местност Тележане в чертите на гр. Ловеч;
- Село Павликянско Лъжане – с. Горно Лъжане – с. Чавдарци, Ловешко;
- Село Павликянско Лъжане – с. Долно Лъжане – с. Малчика, Плевенско;
- Село Павликянска Брестовица – местност Брестовец в землището на с. Новачене, Плевенско;
- Село Павликянска Трънчовица – с. Трънчовица, Плевенско;
- Село Павликянско Парносово – с. Барносово – с. Деляновци, Великотърновско;
- Село Павликянска Скравеница – с. Скривона – местност Скравенлика в землището на с. Червена, Великотърновско;
- Село Павликянско Белене – гр. Белене, Плевенско;
- Село Павликянско Орешане – с. Ореш, Великотърновско;
- Село Павликянско Загабаре – неустановено;
- Село Павликянско Одърне – неустановено;
- Село Павликян – местност Павликян в землището на с. Дъбене, Карловско;
- Село Павликян – местност Павликяна (Павликиана) между гр. Лом и с. Орсоя, Ломско;
- Село Павликян в казата на Хрупища, Костурско – неустановено;
- Махала Павликени – махала Павликени, с. Златна Панега, Ловешко;
- Махала Павликян – Махала Павликени в гр. Одрин;
- Павликянска махала в Пловдив
- Местност Павликян – местност Павликяна в землището на с. Славотин, Монтанско;
- Местност Павликянката – местност Павликянката югоизточно от гр. Тетевен;
- Местност Павликянски гробища – местност Павликянски гробища в землището на с. Смоляновци, Монтанско;
- Местност Павликянски гробища – местност Павликянски гробища на югоизток от с. Иганово, Карловско;
- Местност Павликенча – местност Павликенча в землището на с. Балабанско, Ловешко;
- Поляна Павликянската – поляна Павликянската в землището на с. Рибарица, Ловешко;
- Павликянска къща – музеен обект в гр. Копривщица;
- Павличканин кареси (квадрат от карта) – район, който обхваща землището на с. Дряново, община Лъки, Област Пловдив и с. Павелско, община Чепеларе, Област Смолян и някогашните села около тях: Иверце, Косово, Белянце, Алесе, Погорес, Добристе, Стафуре, Коилова[41] и др.;
- Район (област) Павликяни между Пловдив и Карлово;
- Район (област) Павликяни между Свищов и Никопол и др.

Подробно вж. М. Йовков и Г. Пашев.

## Павликянски фолклор
Устното творчество на селищата, свързани с павликянството, е богато на интересни разкази, легенди, поговорки, суеверия, песни и обреди. Някои от тях са събрани, записани, подредени и издадени в няколко тома като съставна част на банатския български фолклор. Песните, посветени на павликяните, в началото на XXI век се пеят от млади и възрастни банатчани с чувство на голяма гордост. Към тези песни се отнасят: „Palućenska muma“, „Palućensći biulčeta“, „Palćensku vesélji“, „Nema para“ и др. „Неделинският двуглас“ е едно специфично пеене, което се пее в с. Неделино, Смолянско.

## Павликянска диалектна група
Приелите католицизма павликянски общности, както в Северна, така и в Южна България, говорят на обособен диалект, наричан павликянски говор. Според езиковеда Нено Неделчев съществува не един павликянски говор, а цяла павликянска диалектна група, която има своя история и свое диалектно и говорно членение, което е резултат на продължителната разпокъсаност на павликянското население. Павликянският говор се класифицира към родопските говори, говорени от помаци и православни българи в голяма част от Родопите.
Някои автори разглеждат следи от арменско влияние в павликянската диалектна група. Други съобщават за католическо богослужение на арменски в Пловдивско до средата на XIX век, но църковните книжа се поддържат на арменски от поканени лица от Пловдив, защото местните вече не владеят писмения арменски език.